# إنتر توركو
نادي توركو الدولي لكرة القدم (ويعرف بالاسم الأشهر «إنتر توركو» (بالفنلندية: FC Inter Turku)، هو ناد لكرة القدم مقره توركو-فنلندا. تأسس النادي عام 1990 ولعب في الدوري الفنلندي، وهو أعلى مستوى في مسابقات كرة القدم في فنلندا منذ عام 1996. ويعتبر مع نادي توركو الفريقان الوحيدان من مدينة توركو اللذان يلعبان في الدوري الفنلندي الممتاز. كما يتشارك الفريقان في استاد فيريتاس المحلي.
يتبع لهذا النادي 12 فريق للشباب وأكاديمية للشباب بالتعاون مع مدينة توركو